# ジュリアス・アービング
ジュリアス・ウィンフィールド・アービング2世（Julius Winfield Erving II, 1950年2月22日 - ）は、アメリカ合衆国ニューヨーク州ルーズベルト出身の元プロバスケットボール選手。マサチューセッツ大学出身。身長201cm、体重98kg。ポジションはスモールフォワード。1970年代に掛けて活躍したABA史上最高の選手の一人であり、NBA移籍後もフィラデルフィア・76ersで活躍。並外れた跳躍力から繰り出されるダンクシュートは"芸術品"と称され、"Dr.J"の愛称で一世を風靡した、バスケットボール史上屈指の名選手として知られる。また、最も影響力のあるバスケットボール選手の一人と評されている。
1971年にプロ入りして以降、引退するその年までの16年間、全てのシーズンでオールスターに選出され続け、ABA時代は得点王3回、シーズンMVP3回、プレーオフMVP2回、優勝2回、NBA時代はオールスターMVP2回、シーズンMVP1回、優勝1回の実績を誇る。

## 経歴

### 生い立ちと学生時代
1950年2月22日、ニューヨーク州ルーズベルトに生まれたジュリアス・アービングは、3歳の頃に父親が家族のもとを去ってしまったため、清掃員として働いた母親の手によって育てられた（父親はアービングが7歳の頃に暴行事件で殺害される）。内向的な幼少期を過ごしたアービングは、9歳の時に始めたバスケットボールに活躍の場を見出し、10歳の時には彼のチームを地域のチャンピオンシップに導いている。生涯呼ばれ続けることとなる"the Doctor"の愛称はこの頃に着けられ、アービングが彼の友人を"Professor"と呼んでいたことから、彼は"the Doctor"と呼ばれるようになり、後に"Dr.J"へと転じた。高校は地元のローズベルト高校に進学し、二度オールカンファレンスチームに選出されるなどの実績を残し、マサチューセッツ大学では2年間のプレイで平均26.3得点20.2リバウンドの成績を記録してNCAA史上数人しかいない平均20得点20リバウンド以上達成者となったが、当時のカレッジバスケではダンクが禁止されていたため、後にダンクアーティストとして名を馳せるアービングの才能が存分に発揮されることはなく、当時は全国的には無名の選手だった。

### ABAキャリア

#### バージニア・スクワイアーズ (1971-1973)
1970年代当時、アメリカにはNBAとABA2つのプロバスケットボールリーグが存在したが、いずれも経営難に陥っており、すでに将来の合併に向けての話が進められていた。そんな先行きが不透明な頃に、21歳となったアービングは大学4年生には進まずに1971年、フリーエージェントとしてABAのバージニア・スクワイアーズと契約した。
「ダンク禁止」という制約から解き放たれたアービングの才能はプロの舞台で大きく花開いた。アービングはルーキーイヤーからその並外れた身体能力と豊富な空中でのムーブ、卓越したボール捌きを武器に、次々と常識外のプレイを披露。アービングが見せるかつて誰も見たことのないような動きに、観客の心はたちまちに鷲掴みにされ、アービングがリーグで特別な存在となるのにそう時間は掛からなかった。ある試合ではABAのトップセンターの一人である218cmのアーティス・ギルモアの上から強烈なダンクを叩き込み、またある試合では空中で3人をかわしてリバースレイアップシュートを決めた。1年目からオールスターゲームにも選出され、以後アービングはABAでの5年間、後のNBAでの11年間と、プロキャリア16年間全てのシーズンでオールスターに選出され続ける。1971-72シーズンの成績は27.3得点15.7リバウンド4.0アシストで、平均得点ではリーグ5位、平均リバウンドではリーグ3位に入る好記録だったが、オールルーキーチームとオールABA2ndチーム入りは果たしたものの、新人王の座はシーズンMVPとの二冠を達成したアーティス・ギルモアに譲った。新人アービングとこの年の得点王に輝いたチャーリー・スコットに率いられたスクワイアーズはデビジョン2位となる45勝39敗をあげてプレーオフに進出。プレーオフでは相棒のスコットが故障で出場時間を制限されるという災難に見舞われるも、アービングはレギュラーシーズンを上回る平均33.3得点の成績でチームを牽引し、平均20.4リバウンドはABAのプレーオフ新記録となり、さらにプレーオフ・タイ記録となる1試合53得点もあげている。チームはデビジョン決勝でニューヨーク・ネッツの前に3勝4敗で惜敗している。
1971‐72シーズン終了後、この年に大学を卒業するはずだったアービングを、NBAのミルウォーキー・バックスが1972年のNBAドラフト11位で指名した（当時NBAは大学生へのドラフト指名を禁止していた）。もしアービングがこの指名に応じ、バックスに入団していたならば、カリーム・アブドゥル＝ジャバーにオスカー・ロバートソン、そしてアービングと史上類を見ない強力なビッグスリーが誕生することになったが、アービングはバックスファンの期待を他所にNBAのアトランタ・ホークスとの契約にサインしていた。年俸200万ドルと当時としては破格の好条件であり、またアービングはホークス所属のピート・マラビッチとプレイできることを楽しみにしており、そして参加したシーズン前のホークスのトレーニングキャンプでのマラビッチとのプレイにアービングは大いに手ごたえを感じていた。しかしアービングのホークス移籍にスクワイアーズが黙ってはいなかった。この時点でアービングとスクワイアーズの契約はまだ残っており、また将来偉大な選手となる可能性を秘めているアービングを、スクワイアーズがみすみす手放すはずもなかった。スクワイアーズは裁判という手段に打って出て、そしてアービング獲得合戦はスクワイアーズにホークス、バックスと三つ巴の大騒動となった。司法はスクワイアーズの主張を支持し、アービングがスクワイアーズに戻ることで決着がついた。なお、この間アービングはホークスのエキシビジョンゲームに3試合出場しており、NBAでの規定ではドラフト指名したバックスにアービングの所有権があったため、ホークスの行為は規定違反となり、1試合につき25,000ドルの罰金を科せられている。
結局プロ2年目となる1972-73シーズンをスクワイアーズで迎えたアービングは、いよいよリーグトップ選手としての地位を固める。このシーズン平均31.9得点12.2リバウンド4.2アシストの成績を残したアービングは、初の得点王に輝き、オールABA1stチームにも名を連ねた。しかし資金繰りが悪化していたスクワイアーズはアービングを保有し続けることができず、シーズンオフにはニューヨーク・ネッツとの間でトレードが成立し、アービングはネッツに移籍することになった。

#### ニューヨーク・ネッツ (1973-1976)

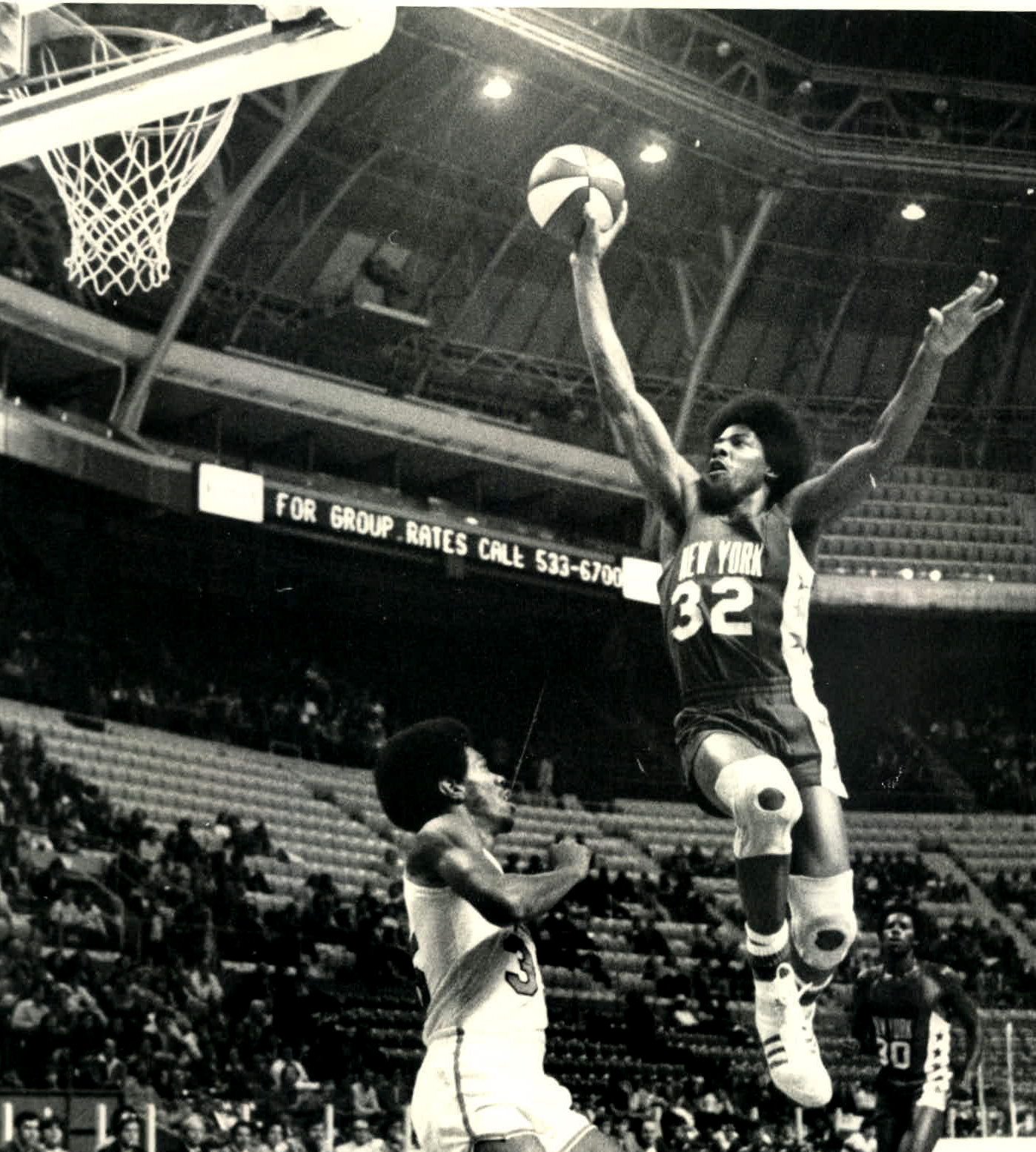
1974年

ニューヨークという大都市でのプレイはアービングの評判を益々高め、より多くの人々を熱狂させると共に、前年30勝54敗に沈んでいたネッツを55勝29敗の大躍進に導く働きを見せた。アービング個人は平均27.4得点10.2リバウンド5.2アシスト2.4ブロック2.3スティールの成績を残して2年連続の得点王に輝くと共にシーズンMVPを初受賞し、名実共にリーグ最高峰の選手へと上り詰める。アービングにビリー・パウルツ、ラリー・ケノンと主力選手が皆20代前半と若いチームであるネッツはプレーオフでも快進撃を続け、デビジョン決勝ではリーグ屈指の強豪であるケンタッキー・カーネルズと対戦。ニューヨークでの第1戦、第2戦を連勝したネッツはカーネルズの本拠地、ルイビルに乗り込んだ。ホームで3敗目を喫するわけにはいかないカーネルズは第3戦を優位に進めるも、試合終盤にネッツが巻き返しを演じ、残り17秒にはついに87対87の同点に追いつく。ボールの保持権はネッツが握り、この場面でネッツが誰にボールを託すかは、会場の誰もが分かり切ったことだった。そしてカーネルズの選手たちはアービングに最大限のディフェンスを仕掛けたが、彼らの努力は報われなかった。17秒間をたっぷり使ったアービングは残り1秒となった瞬間、ディフェンダーの上からフック・スライディング・ジャンパーを放った。シュートは見事に決まり、アービングはチームに劇的な勝利を呼び込んだ。第4戦も勝利しカーネルズとのシリーズを制したネッツは念願のファイナル進出を果たし、ユタ・スターズを4勝1敗で破って優勝を果たした。プレーオフ期間中も平均27.9得点をあげてチームを牽引したアービングは、プレーオフMVPも受賞し、得点王、シーズンMVP、プレーオフMVPの三冠を達成。この時点でアービングはABAで最も重要な選手としての地位を確固たるものとしたのである。1974-75シーズンもアービングは素晴らしく、平均27.9得点（リーグ2位）10.9リバウンド5.5アシストの成績を残し、チームも前年を上回る58勝をあげ、アービングは2年連続のシーズンMVPを獲得するが、プレーオフではデビジョン決勝でスピリッツ・オブ・セントルイスの前に敗れている。
迎えた1975‐76シーズン。すでにABAはNBAに吸収合併されることが決まっており、ラストシーズンとなる1975‐76シーズンを迎えずして消滅するチームが続出するなどABA内部が混乱状態に陥る中、アービングはABAが消滅するその瞬間まで最高の選手であり続けた。アービングは平均29.3得点11.0リバウンドの成績で3度目の得点王、3年連続のシーズンMVPを受賞するなど大いに活躍したが、中でもアービングのキャリアのハイライトとして多くの人々の記憶に深く刻み込まれたのが、オールスターで初めて開催されたスラムダンク・コンテストでの場面だった。フリースローレーンからジャンプしたアービングはそのままボールをリムに叩き込むという圧巻のパフォーマンスを披露し、見事に初代スラムダンク王の座に就いた。プレーオフでは平均34.7得点12.6リバウンドの成績でチームを2年ぶりのファイナルに導くと、デビッド・トンプソン擁するデンバー・ナゲッツとのシリーズ第1戦では決勝ブザービーターを決めて大事な第1戦を勝利し、勢いに乗ったネッツは4勝2敗でナゲッツを破って2度目の優勝を果たした。アービングは当然のようにプレーオフMVPを受賞。ABA最後の4シーズンで3回の得点王、3回のシーズンMVP、2回のプレーオフMVPに輝いたアービングは、まさしくABA最後にして最高のスーパースターだった。

### NBAキャリア (フィラデルフィア・76ers 1976-1987)

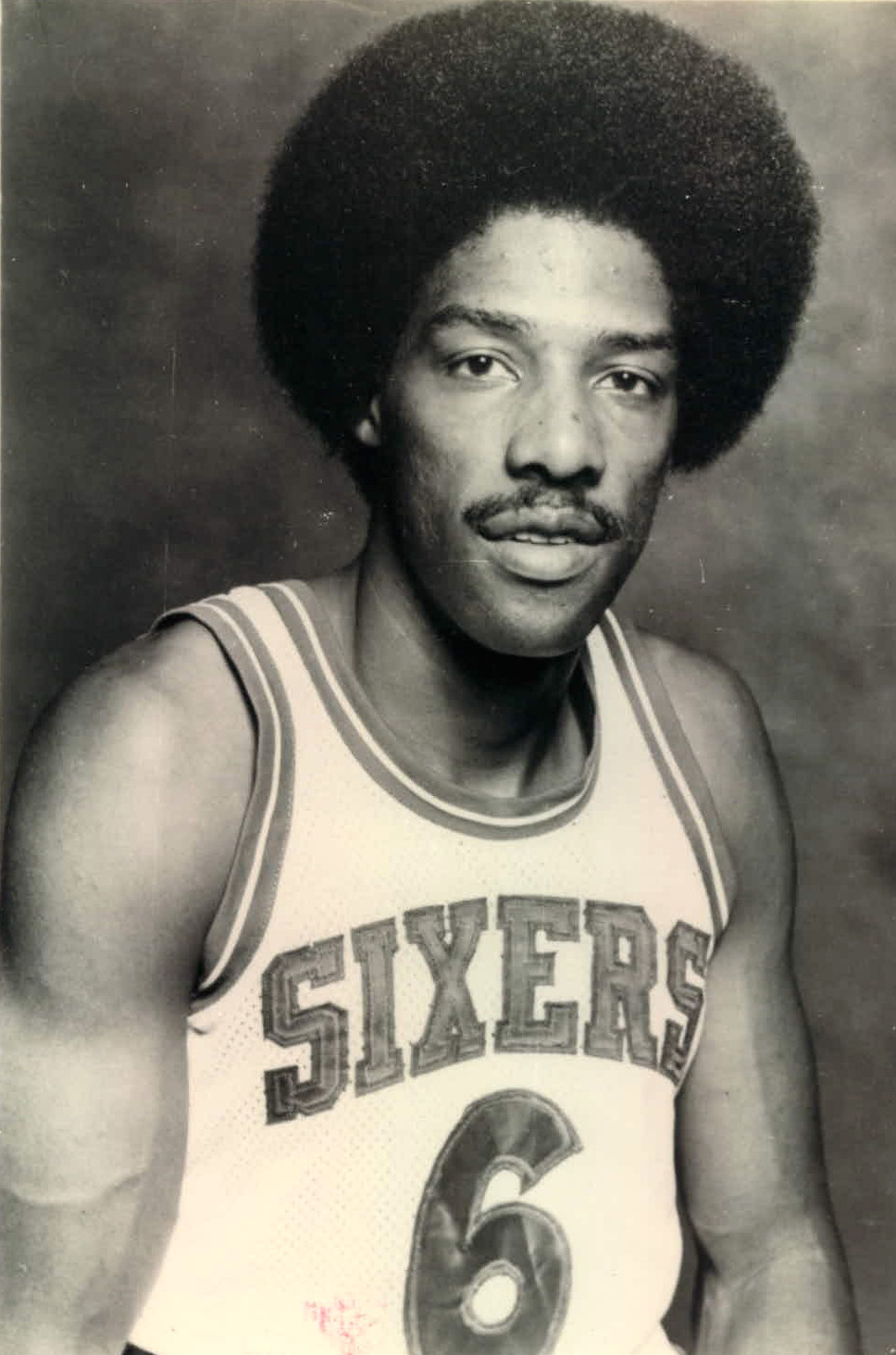
1976年

1975-76シーズン終了後、ついにABAはNBAに吸収されるという形で消滅。ABAの多くのチームが解散の憂き目に遭う中、ニューヨーク・ネッツはABAで生き残った4つのチームの1つとしてNBAに加盟したが、彼らは320万ドルの加盟料を支払わされ、さらにネッツは本拠地を共にするニューヨーク・ニックスにも480万ドルの支払いを科されたため、一気に財政難に陥いり、アービングを手放さざるをえなくなった。アービングは現金300万ドルとの交換で、フィラデルフィア・76ersへと移籍した。絶対的なエースを失った上に財政難と二重苦を背負わされたネッツは、以後低迷脱却に多くの時間を要する事になる。
アービングのNBA入り、76ers移籍は大きな話題を呼び、人々の間ではNBAがABAを吸収したのはアービングただ一人が欲しかったからだという噂が広まったほどだった。迎えたNBAでの1976‐77シーズン、アービングは環境の違うリーグ、チームへの適応を優先させたプレイに徹したため、成績は平均21.6得点8.5リバウンドとプロ入り後最低の数字に終わった。しかしこの年のオールスターでは30得点12リバウンドをあげて見事にオールスターMVPを獲得。人々は事前の触れ込みが決して誇大ではないことを納得した。アービングに、ABA出身でアービングと並ぶ名スモールフォワードのジョージ・マクギニス、ガードのワールド.B.フリーとリーグでも屈指のタレントを誇る76ersはこのシーズン50勝32敗をあげ、プレーオフではボストン・セルティックス、ヒューストン・ロケッツを破り、アービング加入1年目にして早くもNBAファイナルに進出する。ファイナルではビル・ウォルトン擁するポートランド・トレイルブレイザーズに最初の2試合を連勝するが、その後4連敗を喫してしまい、NBA1年目にしての優勝はならなかった。シーズンは悔しい幕切れとなったが、より市場として発達しているNBAでのプレイはアービングの名声を益々高め、アービングは自分の名前を冠したバスケットシューズのモデルを発売した初めてのバスケットボール選手となり、テレビコマーシャルや映画にも出演するなど、商業的にも成功を収めた。76ersにもアービング獲得効果はファイナル進出のみならず、観客動員数の増大という、球団にとっては特に喜ばしい形で表れた。前年、ホームアリーナの総観客動員数は509,699人だったが、このシーズンは632,949人と25%近くの伸びを見せている。76ersはアービング中心のチームを造るためにチームの再編を始め、1977-78シーズン途中からビリー・カニンガムが新ヘッドコーチに抜擢され、翌1978-79シーズンには、ポジションが重なるジョージ・マクギニスを放出。この間チーム成績は横ばい状態が続くが、チームの戦力は着実に増していき、またアービングもNBA2年目の1977-78シーズンにはオールNBA1stチーム入りを果たし、名実共にリーグ最高峰の選手としての地位を固めた。

#### 二人の新人
1979-80シーズン、リーグはマジック・ジョンソンとラリー・バードという2人の大物新人を迎える。驚異の新人2人は当時人気が著しく低迷していたNBAを空前の黄金期へと導く活躍を見せるが、アービングにとって若い2人のNBA入りは優勝への道に巨大な障害が横たわることを意味した。アービング率いる76ersはバードのボストン・セルティックスがファイナルに勝ち進む上で最大の障壁となり、またセルティックスを破っても、次に待ち構えているのがマジックのロサンゼルス・レイカーズだった。もっとも新人2人にとってもアービングは優勝を勝ち取る上での巨大な障壁であり、同じデビジョンに所属する76ersとセルティックスは当時最も熾烈なライバル関係の一つに数えられ、特にアービングとバードの個人対決は初期のエレクトロニック・アーツのビデオゲーム、『Julius Erving vs. Larry Bird One-on-One Basketball』で再現されるほどに注目され、ある試合では白熱のあまり両者の殴り合いにまで発展している。再編期を終えた76ersはアービングにパワーフォワードのダレル・ドーキンス、ポイントガードのモーリス・チークス、シックスマンのボビー・ジョーンズという新しい陣容で新シーズンを挑み、アービングはNBAキャリアでは最高となる平均26.9得点をあげ、76ersはアービングが加入して以降最高となる59勝をあげた。プレーオフではカンファレンス決勝でバードのセルティックスと対決。4勝1敗で破り、3年ぶりにファイナルに進出した。ファイナルではマジックとカリーム・アブドゥル＝ジャバー擁するレイカーズと対決。第4戦では後々まで語り草となるアービングのベースラインムーブが飛び出すが、2勝4敗で76ersは敗退した。なお、このシーズンに発表されたNBA35周年オールタイムチームの11人の1人に選ばれるが、現役選手としてはジャバーとの2人のみ、またABA出身としてはアービングが唯一選ばれた。
翌1980-81シーズンに76ersは62勝20敗をあげ、アービングはNBAでは初のシーズンMVPを獲得。悲願の優勝を目指してカンファレンス決勝で再びセルティックスと対決し、3勝1敗でファイナルに王手を掛けたがその後3連敗を喫してしまい、ファイナルの舞台に辿り着くことはできなかった。1981-82シーズンも58勝24敗と高い勝率を維持。プレーオフではやはりカンファレンス決勝でセルティックスと3年連続の決戦を挑み、今回も第7戦までもつれた末にセルティックスを破ってファイナル進出を果たしたが、ファイナルではまたもやレイカーズの前に無念のほぞを噛んだ。すでにNBAでの地位を不動のものとしていたアービングだったが、相次ぐプレーオフでの敗退に彼のリーダーシップを疑う声も聞かれ始めた。

#### 1983年の優勝
マジックにはジャバーが、バードにはロバート・パリッシュとケビン・マクヘイルが居た。アービングの周りにも優秀な選手は揃っていたが、アービングと肩を並べられるほどの選手は居なかった。そこで76ersは1982年のファイナル敗退後に思い切った補強を行い、当時リーグ随一のセンターであり、1981-82シーズンのシーズンMVPであったモーゼス・マローンを獲得。アービングとマローンのコンビは古今最も恐るべきフォワードとセンターの組み合わせと評され、迎えた1982-83シーズンは76ersの支配下に置かれた。絶好調のシーズンを過ごした76ersは65勝17敗を記録。マローンは2年連続となるシーズンMVPを受賞し、アービング、マローンの両名は揃ってオールNBA1stチームに名を連ねた。さらにアービングはオールスターで25得点をあげ、2度目のオールスターMVPを受賞している。プレーオフに入る前、マローンはインタビューで「Fo, Fo, and Fo」という有名なコメントを残している。これはファイナルまでの3つのシリーズを全て4戦全勝で勝ち抜き優勝するという宣言だった。実際はカンファレンス決勝でミルウォーキー・バックスに1敗の不覚をとってしまうものの、76ersはマローンの予言を実現するかのような勢いでファイナルに進出し、ファイナルでは過去2度同じ舞台で苦杯を舐めさせられたレイカーズと対戦。76ersはレイカーズをも4戦全勝で蹴散らし、ついに悲願の優勝を成し遂げた。全勝こそ叶わなかったものの、76ersのプレーオフ12勝1敗は当時の歴代最高勝率となった。ファイナルMVPはマローンが受賞したが、マローン自身は「ドク（アービング）のために戦ったんだ」と自身にとっても初となる優勝をアービングに奉げた。このシーズンはマローンのシーズンMVP、ファイナルMVP、アービングのオールスターMVP、そして76ers優勝と、NBAは正に76ers一色だった。

#### 引退へ
1984年のオールスターゲームではゲームハイの34得点をあげるなど、30代半ばを迎えつつあるアービングの存在感は依然として大きかったが、この頃から体力に衰えが目立ち始め、身体能力に頼ったプレイから知識と経験を活かしたプレイへとスタイルを変貌させた。1984年のNBAドラフトではチャールズ・バークレーが76ersに入団、翌1985-86シーズンにはモーゼス・マローンが移籍するなど76ersの陣容も変貌していき、チームは徐々に衰退を始めた。アービングの個人成績も1985-86シーズンには平均20得点を下回るようになり、そして1986-87シーズンを迎え、アービングはこのシーズン限りをもって引退することを宣言した。アービングがいかにリーグから、ファンから愛されていたか、それを物語る光景はこのシーズン、アービングの行く先々で見かけられた。アービングが試合のため会場を訪れると、アウェイであるにも関わらず対戦相手のチームからは記念品が送られ、リーグ総出でアービングの引退を惜しんだ。レギュラーシーズン終盤の試合では史上3人目となる通算3万点を達成。そしてプレーオフでライバルチームの一つであるミルウォーキー・バックスに1回戦で敗退したことを最後に、現役から引退。37歳のアービングは16年のプロキャリアに幕を降ろした。引退後は76ersの本拠地、フィラデルフィアで引退パレードが催され、3万人の観衆が集まった。

## ABAとNBA個人成績
| † | ABAチャンピオン |

### レギュラーシーズン
| シーズン | チーム | GP   | GS  | MPG   | FG%  | 3P%  | FT%  | RPG  | APG | SPG | BPG | PPG   |
| -------- | ------ | ---- | --- | ----- | ---- | ---- | ---- | ---- | --- | --- | --- | ----- |
| 1971–72  | VIR    | 84   | -   | 41.8  | .498 | .188 | .745 | 15.7 | 4.0 | -   | -   | 27.3* |
| 1972–73  | VIR    | 71   | -   | 42.2* | .496 | .208 | .776 | 12.2 | 4.2 | 2.5 | 1.8 | 31.9* |
| 1973–74† | NYN    | 84   | -   | 40.5  | .512 | .395 | .766 | 10.7 | 5.2 | 2.3 | 2.4 | 27.4  |
| 1974–75  | NYN    | 84*  | -   | 40.5  | .506 | .333 | .799 | 10.9 | 5.5 | 2.2 | 1.9 | 27.9  |
| 1975–76† | NYN    | 84   | -   | 38.6  | .507 | .330 | .801 | 11.0 | 5.0 | 2.5 | 1.9 | 29.3  |
| 1976–77  | PHI    | 82   | -   | 35.9  | .499 | -    | .777 | 8.5  | 3.7 | 1.9 | 1.4 | 21.6  |
| 1977–78  | PHI    | 74   | -   | 32.8  | .502 | -    | .845 | 6.5  | 3.8 | 1.8 | 1.3 | 20.6  |
| 1978–79  | PHI    | 78   | -   | 35.9  | .491 | -    | .745 | 7.2  | 4.6 | 1.7 | 1.3 | 23.1  |
| 1979–80  | PHI    | 78   | -   | 36.1  | .519 | .200 | .787 | 7.4  | 4.6 | 2.2 | 1.8 | 26.9  |
| 1980–81  | PHI    | 82   | -   | 35.0  | .521 | .222 | .787 | 8.0  | 4.4 | 2.1 | 1.8 | 24.6  |
| 1981–82  | PHI    | 81   | 81  | 34.4  | .546 | .273 | .763 | 6.9  | 3.9 | 2.0 | 1.7 | 24.4  |
| 1982–83† | PHI    | 72   | 72  | 33.6  | .517 | .286 | .759 | 6.8  | 3.7 | 1.6 | 1.8 | 21.4  |
| 1983–84  | PHI    | 77   | 77  | 34.8  | .512 | .333 | .754 | 6.9  | 4.0 | 1.8 | 1.8 | 22.4  |
| 1984–85  | PHI    | 78   | 78  | 32.5  | .494 | .214 | .765 | 5.3  | 3.0 | 1.7 | 1.4 | 20.0  |
| 1985–86  | PHI    | 74   | 74  | 33.4  | .480 | .281 | .785 | 5.0  | 3.4 | 1.5 | 1.1 | 18.1  |
| 1986–87  | PHI    | 60   | 60  | 32.0  | .471 | .264 | .813 | 4.4  | 3.2 | 1.3 | 1.6 | 16.8  |
| 通算     | 通算   | 1243 | 442 | 36.4  | .506 | .298 | .777 | 8.5  | 4.2 | 2.0 | 1.7 | 24.2  |

### プレーオフ
| シーズン | チーム | GP  | GS | MPG   | FG%  | 3P%  | FT%  | RPG   | APG | SPG | BPG | PPG   |
| -------- | ------ | --- | -- | ----- | ---- | ---- | ---- | ----- | --- | --- | --- | ----- |
| 1972     | VIR    | 11  | -  | 45.8  | .518 | .250 | .835 | 20.4* | 6.5 | -   | -   | 33.3* |
| 1973     | VIR    | 5   | -  | 43.8* | .527 | .000 | .750 | 9.0   | 3.2 | -   | -   | 29.6* |
| 1974†    | NYN    | 14  | -  | 41.4  | .528 | .455 | .741 | 9.6   | 4.8 | 1.6 | 1.4 | 27.9* |
| 1975     | NYN    | 5   | -  | 42.2  | .455 | .000 | .844 | 9.8   | 5.6 | 1.0 | 1.8 | 27.4  |
| 1976†    | NYN    | 13* | -  | 42.4* | .533 | .286 | .804 | 12.6  | 4.9 | 1.9 | 2.0 | 34.7* |
| 1977     | PHI    | 19* | -  | 39.9  | .523 | -    | .821 | 6.4   | 4.5 | 2.2 | 1.2 | 27.3  |
| 1978     | PHI    | 10  | -  | 35.8  | .489 | -    | .750 | 9.7   | 4.0 | 1.5 | 1.8 | 21.8  |
| 1979     | PHI    | 9   | -  | 41.3  | .517 | -    | .761 | 7.8   | 5.9 | 2.0 | 1.9 | 25.4  |
| 1980     | PHI    | 18* | -  | 38.6  | .488 | .222 | .794 | 7.6   | 4.4 | 2.0 | 2.1 | 24.4  |
| 1981     | PHI    | 16  | -  | 37.0  | .475 | .000 | .757 | 7.1   | 3.4 | 1.4 | 2.6 | 22.9  |
| 1982     | PHI    | 21* | -  | 37.1  | .519 | .167 | .752 | 7.4   | 4.7 | 1.8 | 1.8 | 22.0  |
| 1983†    | PHI    | 13  | -  | 37.9  | .450 | .000 | .721 | 7.6   | 3.4 | 1.2 | 2.1 | 18.4  |
| 1984     | PHI    | 5   | -  | 38.8  | .474 | .000 | .864 | 6.4   | 5.0 | 1.6 | 1.2 | 18.2  |
| 1985     | PHI    | 13  | 13 | 33.4  | .449 | .000 | .857 | 5.6   | 3.7 | 1.9 | 0.8 | 17.1  |
| 1986     | PHI    | 12  | 12 | 36.1  | .450 | .182 | .738 | 5.8   | 4.2 | 0.9 | 1.3 | 17.7  |
| 1987     | PHI    | 5   | 5  | 36.0  | .415 | .333 | .840 | 5.0   | 3.4 | 1.4 | 1.2 | 18.2  |
| 通算     | 通算   | 189 | 30 | 38.9  | .496 | .224 | .784 | 8.5   | 4.4 | 1.7 | 1.7 | 24.2  |

## 主な実績

### 個人成績
- ABA/NBAレギュラーシーズン通算成績
  - 出場試合：1,243試合 （16シーズン）
  - 通算得点：30,026得点 （歴代5位）
  - 通算リバウンド：10,525リバウンド
  - 通算アシスト：5,176アシスト
  - 通算スティール：2,272スティール （歴代6位）
  - 通算ブロック：1,941ブロック
  - FG成功率：.506
- ABA/NBAプレーオフ通算成績
  - 出場試合：189試合
  - 通算得点：4,580得点 （歴代5位）
  - 通算リバウンド：1,611リバウンド
  - 通算アシスト：841アシスト

- ABA/NBAレギュラーシーズン平均成績
  - 平均出場時間：36.4分
  - 平均得点：24.2得点
  - 平均リバウンド：8.5リバウンド
  - 平均アシスト：4.2アシスト
  - 平均スティール：2.0スティール
  - 平均ブロック：1.7ブロック
  - FT成功率：.777
- ABA/NBAプレーオフ平均成績
  - 平均出場時間：38.9分
  - 平均得点：24.2得点
  - 平均リバウンド：8.5リバウンド
  - 平均アシスト：4.4アシスト

### 主な受賞
- ABA時代
  - 得点王　（1973年, 1974年, 1976年　3回）
  - オールルーキーチーム　（1972年）
  - オールABA1stチーム　（1973～1976年　4回）
  - オールABA2ndチーム　（1972年）
  - オールディフェンシブ1stチーム　（1976年）
  - オールスターゲーム　（1972～1976年　5回）
  - シーズンMVP　（1974～1976年　3回）
  - プレーオフMVP　（1974年, 1976年　2回）
  - ファイナル制覇　（1974年, 1976年　2回）

| 先代 ジョージ・マクギニス                        | ABA シーズンMVP 1974 ジョージ・マクギニス | 次代 ジュリアス・アービング |
| 先代 ジュリアス・アービング ジョージ・マクギニス | ABA シーズンMVP 1975                      | 次代 ジュリアス・アービング |
| 先代 ジュリアス・アービング                      | ABA シーズンMVP 1976                      | 次代                        |
| 先代 ジョージ・マクギニス                        | ABA プレーオフMVP 1974                    | 次代 アーティス・ギルモア   |
| 先代 アーティス・ギルモア                        | ABA プレーオフMVP 1976                    | 次代                        |

- NBA時代
  - オールNBA1stチーム　（1978年, 1980～1983年　5回）
  - オールNBA2ndチーム　（1977年, 1984年　2回）
  - オールスターゲーム　（1977～1978年　11回）
  - オールスターMVP　（1977年, 1983年　2回）
  - シーズンMVP　（1981年）
  - NBAファイナル制覇　（1983年）

- NBA35周年オールタイムチーム　（1980年）
- バスケットボール殿堂　（1993年）
- NBA50周年オールタイムチーム　（1996年）
- ABAオールタイムチーム　（1997年）
- スラムマガジン誌選出の歴代バスケットボール選手Top75において10位　（2003年）
- 背番号『6』はフィラデルフィア・76ersの永久欠番

## 引退後・私生活など

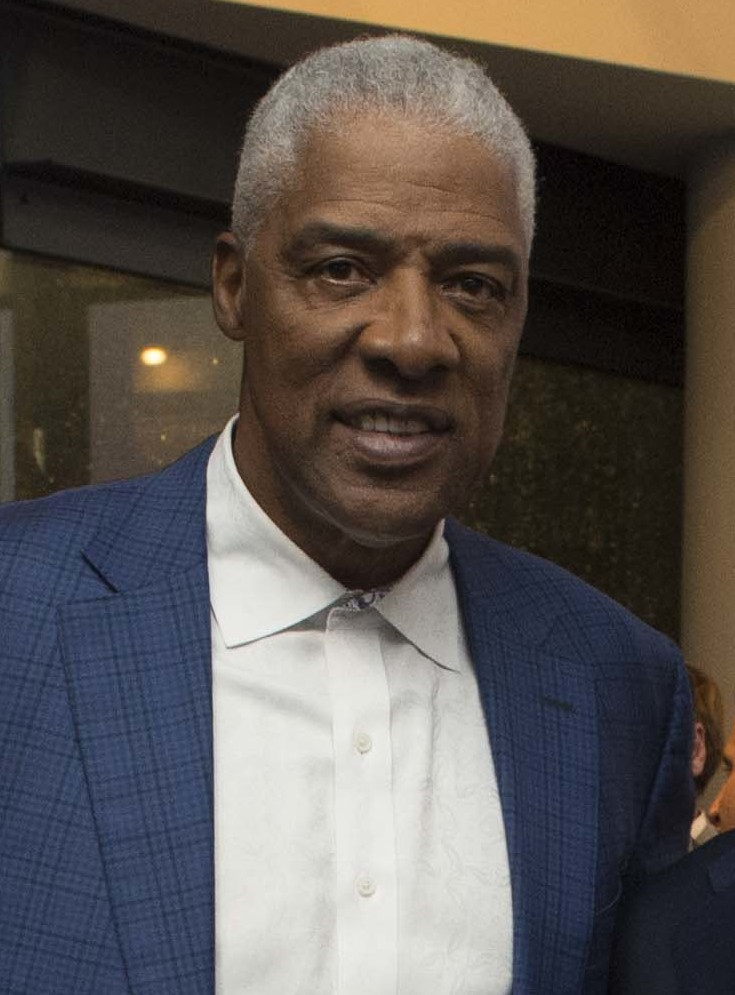
2016年

引退後のアービングはビジネスマンとして成功を収めている。コカコーラの工場やケーブルテレビ局へ投資し、コンバース社などの重役も務めたほか、NASCARのチームを立ち上げた。またNBAにも関わり、NBC局ではNBAの試合の解説をし、1997年にはオーランド・マジックのフロントで副社長などの役職に就いている。2004年には当時トロント・ラプターズ所属のヴィンス・カーターがアービングのフロント入りを熱望したが、これは実現しなかった。

### 家族
アーヴィングは2度結婚をしており、1972年に結婚した最初の妻ターコイズとの間に4人の子をもうけた。2000年5月には末息子であるコーリィが失踪、7月に自宅近くの池で転落した車の車中で溺死体として発見されるという悲しみに見舞われた 。
またアーヴィングは1979年にスポーツ記者のサマンサ・スティーブンソンと不倫関係にあった。彼女との関係は翌80年に彼女がアーヴィングとの子を産んだことにより終わりを迎えたが、この時生まれた娘で後にプロテニスプレーヤーとして世に知られることになるアレクサンドラ・スティーブンソンとの親子関係は彼女が1999年ウィンブルドン選手権でシングルスベスト4に入り一躍世界にその名を知られるまではアーヴィング一家とスティーブンソン親子のみが知りうる秘密であり公になることは無かった。アーヴィングはスティーブンソン親子に財政的援助を行ってはいたが、アレクサンドラに対して父親として接することは無く、長らく疎遠であった。この関係はウィンブルドン以後の報道の過熱により世に知られることになるのだが、当時10代のアレクサンドラにとってこの報道攻勢は耐え難い物となり、アーヴィングとの関係を拒絶する時期が続いた。しかし2008年頃からお互いの関係修復が始まり、以後は両者揃ってマスコミの前に現れるようにもなり始めている。
2003年にはドリス・マッデンとの不倫関係が始まり、二人の間に男児が生まれている。これが明らかになった後、最初の妻ターコイズと離婚。31年の夫婦生活を終えた。離婚後もマッデンとの交際は続き、2008年にマッデンと結婚。マッデンの連れ子である他の2人の子供の父親にもなった。

### 影響
とにかくアービングが現役時代に少年期を過ごしたNBA選手が、彼に憧れてバスケットボール選手を志したと言う話は枚挙にいとまがない。マイケル・ジョーダンも彼に憧れた選手の一人であり、また元NBA選手でヘッドコーチのドック・リバース（本名：グレン・リバース）の愛称"Doc"は学生時代に"Dr.J"のTシャツを着て練習していたため与えられたものだった。バスケット選手だけでなく、同時代の多くのアフリカ系アメリカ人の少年達にとって彼はアイドルであり、人気俳優のウィル・スミスや第44代アメリカ大統領で元バスケット選手のバラク・オバマも少年時代にアービングのプレイに熱中し、NFL選手のジュリアス・ペパーズはアービングのファンだった親によってその名前が着けられた。アービングはミュージシャンの間でも評判がよく、大物ラッパーのドクター・ドレーは一時期"Dr.J"名義で活動しており、アービングを題材にした曲も多く生まれた（ Gucci Mane & Yo Gottiによる"Julius"、グローヴァー・ワシントン・ジュニアによる"Let It Flow (For Dr. J)"など）。